# Cosimo Fusco
Cosimo Massimo Fusco (Matera, 1962. szeptember 23.) olasz színész.

## Élete
1962. szeptember 23-án született a dél-olaszországi Materában. A színészetet Los Angelesben, Rómában és Párizsban tanulta. 1986 óta főképp olasz és amerikai filmsorozatokban és filmekben játszik kisebb szerepeket. Legismertebb szerepe a Jóbarátok című filmsorozat Paolója, de szerepelt az Alias című sorozatban is. Játszott olyan filmekben is, mint a Tolvajtempó, legfrissebb filmje az Angyalok és démonok (2009).

## Filmek
- 1988 - Domino
- 1991 - Rossini, Rossini
- 1998 - A 18. angyal (The Eighteenth Angel)
- 1999 - Terra Bruciata
- Mineurs
- Falling Out Of Love
- 2000 - Tolvajtempó
- 2004 - The Cardplayer - Il Cartaio
- 2005 - La Porta Delle Sette Stelle
- 2005 - Harb Atalia
- 2005 - La Terza Stella
- 2006 - Amore e Libertà, Masaniello
- 2008 - Butterfly Zone
- 2009 - Angyalok és démonok

## Televízió
- 1986 - Adventures of William Tell
- 1987 - Il Giudice Istruttore
- 1989 - Aquile
- 1990 - La Piovra 5
- 1990 - La "Achille Lauro"
- 1994-1995 - Jóbarátok (4 rész: 1-07, 1-11, 1-12, 2-01)
- 1998 - Alexandria Hotel
- 2001 - Alias, (1 rész: 1-09: Mea Culpa)
- 2001 - Una donna per amico 3
- Don Matteo, La Confessione
- 2005 - Lucia
- 2005 - Saint Peter
- 2005 - Valeria Medico Legale, Buon Compleanno Valeria
- 2005 - "Utta Danella", Eine Liebe in Venedig
- 2006 - La Provinciale
- 2007 - Rome 2
- 2007 - Io e Mamma
- 2007 - Ho sposato uno sbirro
- 2007 - Coco Chanel
- 2008 - Il bene e il male
- 2008 - Salto Vitale
- 2020 - 30 ezüst